# Johnsburg, Illinois
Johnsburg là một làng thuộc quận McHenry, tiểu bang Illinois, Hoa Kỳ. Năm 2010, dân số của làng này là 6337 người.

## Dân số
Dân số qua các năm:
- Năm 2000: 5391 người.
- Năm 2010: 6337 người.